# Sophta dipyra
Sophta dipyra là một loài bướm đêm trong họ Noctuidae.